# Algoritmo de ordenação do Unicode
O algoritmo de ordenação do Unicode (abreviado na literatura como UCA, do inglês unicode collation algorithm) é um algoritmo definido no Unicode Technical Report #10, o qual define um método customizável de comparação de duas cadeias de caracteres (strings). Estas comparações podem então ser usados para ordenar alfabeticamente ou classificar textos em qualquer sistema de escrita e língua que pode ser representada com o Unicode.
Unicode Technical Report #10 também especifica a "Tabela de Elemento de Ordenação Unicode Padrão" (DUCET, Default Unicode Collation Element Table).